# Chiesa di Maria Santissima delle Grazie (Lipari)
La chiesa di Maria Santissima delle Grazie è un edificio di culto ubicato nella Rocca del Castello di Lipari. Il monumento sorge nella parte sud del castello, nei pressi del teatro e della necropoli.

## Storia
Rinnovata nel 1700 dal Girolamo Ventimiglia, che installò un organo nella cantoria sovrastante il portale d'ingresso nella controfacciata. Lo stesso prelato si premurò di arricchirla con un numero doppio di altari.

## Esterno
La facciata ripartita su due ordini presenta un reticolo costituito da marcapiani e lesene sovrapposte realizzati in conci di pietra viva squadrati. L'ordine al piano terreno presenta tre portali, i due laterali sono sormontati da timpani ad arco, entrambi sovrastati da oculi. Il portale centrale 
è sormontato da bassorilievo e timpano aggettante ad arco e triangolo.
La coppia di lesene e la cornicetta del secondo ordine delimitano il finestrone centrale sovrastato da timpano ad arco sull'architrave e decorazioni. Alle estremità del cornicione sono presenti due piramidi acroteriali. Chiude la prospettiva un frontone sormontato da croce apicale.
Tre cupole con lanternino ricoprono l'area presbiteriale e gli ambienti delle estremità del transetto. Campanile a vela posto sul fianco sinistro.

## Interno
Impianto ripartito in tre navate divise da pilastri, cantoria affrescata sostenuta da colonne nella controfacciata. I settecenteschi apparati decorativi, plastici e pittorici, al presente sono gravemente compromessi.
Gli affreschi, datati 1708, sono opera del pittore Alessio Cutrono.
Il pavimento è realizzato in mattonelle di ceramica bicolore inizio XVIII secolo.

### Navata
Di Giuseppe Russo sono documentate le seguenti opere:
- 1744, Vergine del Rosario raffigurata tra San Domenico e Santa Rosa da Lima (Santa Caterina d'Alessandria) e tre pie donne attorniate 15 quadrettini raffiguranti i Misteri del Rosario e recante l'iscrizione "G R F 1744".[1]
- 1744c., Assunzione di Maria, affreschi della cupola.[3]